# Марія-Крістіна фон Альтенбург
Марія Крістіна фон Альтенбург (пол. Maria Krystyna Altenburg; 8 грудня 1923 — 2 жовтня 2012) — принцеса Альтенбургзька, дочка Карла Альбрехта Габсбурга, онука Карла Стефана Австрійського.

## Біографія
Вона народилася 8 грудня 1923 року в Живці і була другою дитиною Карла Габсбурга та Алісії Анкаркрона. Свої перші два імені Марія Крістіна отримала на честь своєї хрещеної матері, королеви Іспанії. Як плід морганатичного союзу, вона не була включена до лінії спадкування австрійського престолу. Свою юність вона провела зі своїми братами та сестрами в Живці. Освіту здобула виключно приватну, хоча, оскільки підлягала обов'язковій державній освіті, регулярно складала іспити у державних школах. Після початку Другої світової війни замок Живець був окупований гестапо. Спочатку Марію, її матір, братів і сестер тримали під квазі-домашнім арештом, залишивши в їхньому розпорядженні дві кімнати замку. Після невдалих спроб германізації влітку 1940 Марію Крістіну, її матір, братів і сестер перевезли до Вісли. Мати Христини, Алісія, вже брала участь у змовницькій діяльності ZWZ.
У результаті можливого викриття і непохитного антинімецького відношення жінки Габсбургів були нарешті депортовані в 1942 на примусові роботи в місто Штраусберг недалеко від Веймара. Однак Марію Христину визнали непридатною до фізичної праці. З серпня 1943 по серпень 1945 працювала фельдшером в офтальмологічній клініці в Австрії.
Після закінчення війни, завдяки дворічному досвіду роботи у шпиталі, вона вирішила вивчати медицину у Віденському університеті. У травні 1947 року вона перервала навчання і повернулася із сім'єю до Польщі. У Кракові жила недовго, спочатку у готелі, потім на вул. Коперником, тоді як її батьки намагалися повернути собі захоплені державою живецькі маєтки.
Протягом двох років вона продовжувала свою медичну освіту, цього разу в університеті Ягелла. Вона знову перервала його, цього разу через переїзд до Швеції. Тим часом, у 1949 році нащадкам Карла, які втратили титул ерцгерцога Габсбургів (у тому числі Марії Христині), ерцгерцог Отто фон Габсбург, голова родини Габсбургів, присвоїв титул Альтенбурзьких герцогів.
Кілька років (з 1951) жила у Швеції, на батьківщині матері, а потім близько 40 років у Швейцарії. Коли у неї виявили туберкульоз, вона спочатку жила в санаторії в Давосі, а потім, до повернення в Польщу, в пансіонаті для хворих Альпіна. В 1970 вона була прийнята в Орден Польських Мальтійських лицарів в Римі. Вона займалася благодійністю, у тому числі: для мешканців Живця.
В 1993 вона відновила польське громадянство (раніше була особою без громадянства) і повернулася на постійне проживання в Польщу. 1999 року, після майже 60-річної відсутності, вона відвідала резиденцію своєї родини, Живець. У 2001 році вона переїхала до Живця на постійне місце проживання. Вона жила в квартирі, виділеній їй владою Живця в Новому замку (який раніше належав сім'ї), розташованому в колишньому боулінгу.
У грудні 2011 року вона була нагороджена Командорським хрестом ордена Polonia Restituta. Вона також отримала звання почесного громадянина Живця. Крім польської, вона вільно володіла шістьма мовами.
Вона померла вранці, уві сні, у своїй квартирі у Новому замку Габсбургів у Живці. Похована 11 жовтня 2012 року у сімейному склепі Живецького собору.